# Sauterina hofmanniella
Sauterina hofmanniella is een vlinder uit de familie mineermotten (Gracillariidae). De wetenschappelijke naam is voor het eerst geldig gepubliceerd in 1867 door Schleich.
De soort komt voor in Europa.